# Philipp von Heister

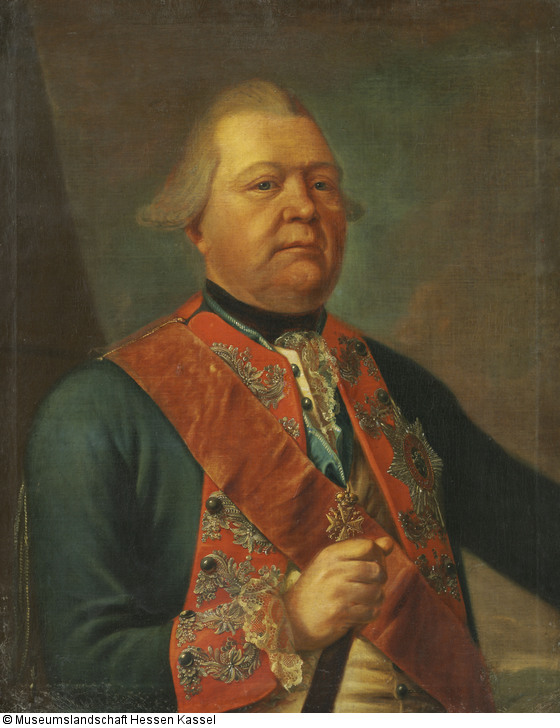
Leopold Philipp von Heister (1716–1777)

Leopold Philipp von Heister (* 4. April 1716 in Homberg; † 19. November 1777 in Kassel) war ein landgräflich hessen-kasselscher Generalleutnant und Kommandeur der hessischen Truppen während des Amerikanischen Unabhängigkeitskrieges.

## Leben
Seine Eltern waren der hessen-kasselische Major (Johannes) Friedrich Emmeritus Caspar Heister (1674–1719) und dessen Ehefrau Catharina Maria Schaumburg.
Heister trat jung in hessische Dienste und wechselte aber während des Österreichischen Erbfolgekrieges in französische Dienste. Bei der Belagerung von Braunau am Inn wurde er am 4. Mai 1743 am Bein verletzt und geriet in Gefangenschaft. Im Siebenjährigen Krieg war er Kommandeur des hessischen Leibregiments zu Pferd (ab 1760 Regiment-Gensd’armes). Als solcher kämpfte er in den Schlachten von Hastenbeck, Krefeld und bei Bergen. Auch in diesen Schlachten erhielt er immer wieder Verwundungen. 1763 wurde er zum Generalmajor ernannt. Als der Landgraf Friedrich II. (Hessen-Kassel) 12.500 Mann an die Englische Krone vermietete, erhielt Heister das Kommando. Der Landgraf übernahm dafür die Schulden des Generals sowie die Versorgung von dessen Familie. So schiffte sich der General Mitte April 1776 mit mehr als 6000 Mann in Bremerlehe ein, um nach Nordamerika überzusetzen. Nach vier Monaten erreichte die Truppe den Hafen von Sandy Hook und marschierte von Staten Island nach Long Island. Am 27. August 1776 kämpfte die Truppe mit den Briten in der Schlacht von Long Island und besetzte anschließend New York. Im Oktober 1776 kamen die restlichen Truppen unter dem Kommando von Wilhelm von Knyphausen in New York an. Heister kämpfte bei White Plains erfolgreich gegen George Washington. Trotz seiner Erfolge kam er in Gegensatz zum britischen Oberbefehlshaber in Amerika, General William Howe. Dieser betrieb die Ersetzung Heisters durch Knyphausen. Offiziell wurde Heister wegen seines Alters und seiner Gesundheit 1777 zurückberufen. Der General erkrankte kurz nach seiner Rückkehr an einer Lungenentzündung und starb im November in Kassel.
Im Jahr 1776 wurde Heister durch den Kaiser in den Adelsstand erhoben. Er war Ritter des Ordens vom Goldenen Löwen und Pour la vertu militaire.

## Familie
Er war mit Katharina Elisabeth Hilchen von Lorch (1730–1791) verheiratet. Das Paar hatte mehrere Kinder:
- Maria Sophie (* 14. August 1751)
- Adelheid Maria (* 25. Juli 1753)
- Johann Bernhard Christian (* 14. August 1755; † 13. Juli 1808) kurhessischer Geheimer Regierungsrat[4] ⚭ 1787 Wilhelmine Karoline Friederike Rademacher von Radehausen (1772–1824), Eltern von Karl von Heister
- Levin Karl (1757–1816), preußischer Generalleutnant ⚭ Justine Sophie von Westernhagen (4. April 1758; 4. November 1798)